# وليام كروكس
السير وليام كروكس (17 يونيو 1832 –‏ 4 أبريل 1919) كيميائي وفيزيائي بريطاني، عضو في الجمعية الملكية ولديه وسام استحقاق [الإنجليزية]، ساهم في الكلية الملكية للكيمياء بلندن، حيث عمل في علم الأطياف في جمعية الأبحاث النفسية، وكان رائدا بالأنابيب المفرغة حيث اخترع أنبوب كروكس.

## السيرة الذاتية

### سنواته الآولى
ولد وليام كروكس في لندن، وهو أكبر أبناء جوزيف كروكس، الخياط القادم من شمال البلاد وزوجته الثانية ماري سكوت.

### المهنة
عالم في الرصاد الجوية ومحاضر في عدة أماكن.

#### ظهور الكيميائي البارز

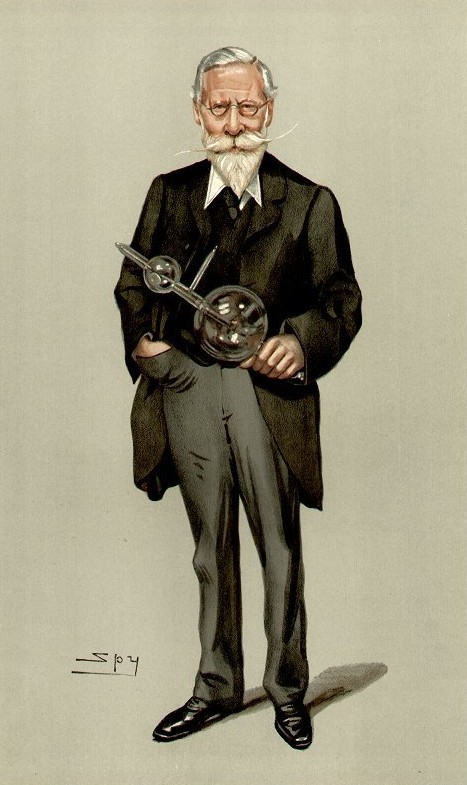
السير وليام كروكس عن طريق السير ليزلي وورد 1902

عمل مساعدا في الكلية من الفترة 1850-1854، ثم مالبث أن عكف في عمله الأصلي، ولم يكن في الكيمياء العضوية حيث الهمة أستاذه أوغست فيلهلم فون هوفمان حيث كان يتوقع أن يذهب إليها، ولكن إلى مركبات جديدة لعنصر السيلينيوم، حيث شكل ذلك أول موضوع بحث نشره في 1851.
بعد خروجه من الكلية الملكية، عمل في سنة 1854 مراقبا في إدارة الأرصاد الجوية في مرصد رادكليف بأكسفورد، حتى عين محاضرا بالكيمياء في كلية تدريب تشستر ديوكسان في جامعة تشستر.
تزوج كروكس وعاش في لندن وكرس وقته لعمله الخاص. وبعد سنة 1880 عاش في بارك كينسينغتون جاردن، حيث نفذ جميع أعماله اللاحقة في مختبره الخاص. كانت حياة كروكس كتلة من النشاط العلمي المتواصل، وامتد نطاق اهتماماته إلى العلوم التطبيقية والبحتة والمشاكل الاقتصادية والعملية والبحوث النفسية حتى أصبح شخصية معروفة. وأسس في سنة 1859 مجلة علوم اسمها: «الأخبار الكيميائية» وتولى تحريرها عدة سنوات وصار منحاها أقل رسمية بكثير مما هو معتاد مع مجلات الجمعيات العلمية. وقد منح له وسام الفروسية سنة 1897 وتلقى وسام الاستحقاق سنة 1910.

#### الاكتشافات
اكتشف كروكس سنة 1861 عنصرا لم يكن معروفا من قبل ويبعث في طيفه خطوط خضراء زاهية فسمى العنصر الجديد بالثاليوم من الإغريقية thallos وتعني دفق أخضر. وهو أول من أسمى العنصر هليوم باسمه سنة 1895 بعد اكتشافه بزمن. وهو مخترع مقياس اشعاع كروكس الذي يباع اليوم كأحد الابتكارات. كما طور أنبوب كروكس خلال بحثه في أشعة الكاثود.
وفي بحثه عن توصيل الكهرباء في الغازات ذات ضغط منخفض، اكتشف أن أشعة تنبعث من القطب السالب (الكاثود) كلما انخفض الضغط (فالمسماة أشعة الكاثود تعرف الآن بأنها تيار من الإلكترونات الحرة وتستخدم في أجهزة أنبوب الأشعة المهبطية). وتشير تلك الأمثلة بأن كروكس كان رائدا في بناء واستخدام الأنابيب المفرغة لدراسة الظواهر الفيزيائية. نتيجة لذلك فقد أصبح من أوائل العلماء في بحثهم عما يسمى الآن البلازما. وهو الذي ابتكر أحد أول الأجهزة في دراسة الإشعاع النووي، منظار الومضات أو كاشف أشعة ألفا (بالإنجليزية: spinthariscope)‏.

#### الكيمياء
كان كروكس أكثر دقة في التجارب مما عليه في تفسيرها. فقد استقبل طريقة التحليل الطيفي التي قدمها كيرشوف وبنسن بحماس وتأثير كبيرين. لذا فأول اكتشاف مهم وهو لعنصر الثاليوم التي أعلنه سنة 1861 كان بمساعدة من المطيافية. فبعد هذا العمل أصبح سمعته راسخة، وانتخب زميلا في الجمعية الملكية سنة 1863.
جذب التوازن الفراغي اهتمام كروكس خلال بحثه في الثاليوم. وسرعان ما اكتشف تلك الظاهرة التي تعتمد على عمل مقياس اشعاع كروكس خلال نظام للدوارات، بحيث يصبغ بالأسود في جانب ويلمع الجانب الآخر وذلك عند تعريضها لطاقة مشعة. ومع ذلك لم يتمكن كروكس من إعطاء التفسير الحقيقي لظهور «الجذب والتنافر الناجم عن الإشعاع».
وقد نشر العديد من البحوث عن التحليل الطيفي وأجرى أبحاثا عدة عن موضوعات متفاوتة. وكذلك إضافة إلى نشره كتب تقنية مختلفة فانه كتب اطروحة نموذجية عن تحديد طرق التحليل الكيميائي في 1871، وكتاب صغير عن الماس في عام 1909

#### الفيزياء
تبين لكروكس في بحثه عن خصائص أشعة الكاثود انها تسير في خطوط مستقيمة وتسبب في ومضان الأجسام التي تمسها، وينتج عن التماس حرارة كبيرة. واعتقد أنه قد اكتشف الحالة الرابعة للمادة والتي أسماها «مادة مشعة»، ولكن ثبت أن آراءه النظرية عن طبيعة «المادة المشعة» كانت غير صحيحة. وقد ظن أن الأشعة تتألف من تيار من جسيمات ذات الحجم الجزيئي العادي. إلا أنها بقيت لطومسون ان يكتشف طبيعتها دون ذرية، ويثبت أن أشعة الكاثود تتكون من تيار من الالكترونات السالبة، وكتلة تلك الجسيمات سالبة الكهربية فقط 1/1840 من ذرة الهيدروجين. ومع ذلك تبقى تجارب كروكس العملية في هذا المجال هي الأساس للاكتشافات التي غيرت في النهاية شكل الكيمياء والفيزياء.
في سنة 1903 تحول انتباه كروكس إلى ظاهرة النشاط الإشعاعي المكتشفة حديثا، حيث تمكن من فصل اليورانيوم عن ناتجها المتحول النشط اليورانيوم - X (سمى لاحقا ببروتكتينيوم). وقد لاحظ الاضمحلال التدريجي للمنتج المتحول المنفصل مع تزامن إنتاج إمدادات جديدة في اليورانيوم الأصلي. وفي نفس وقت ذلك الاكتشاف المهم، لاحظ أنه عندما تنفصل «جسيمات-ب» من المواد المشعة وتمس كبريتيد الزنك فإنه يظهر ومضانا عند كل تماس، تلك الملاحظة التي شكلت الأساس لواحدة من أكثر الطرق فائدة في تقنية النشاط الإشعاعي.

### حياته الشخصية
تزوج سنة 1856 من آلين ابنة وليام همفري من دارلنجتون، حيث انجب منها ثلاث أبناء وبنت واحدة. وقد توفي في لندن بعد وفاة زوجته بسنتين أي بتاريخ 4 أبريل 1919، ودفن في مقبرة برومبتون اللندنية.

## وصلات خارجية
- وليام كروكس على موقع الموسوعة البريطانية (الإنجليزية)
- وليام كروكس على موقع إن إن دي بي (الإنجليزية)
- مؤلفات وليام كروكس في مشروع غوتنبرغ